# Ludwig Babinski

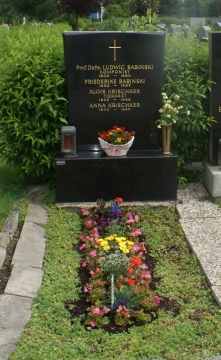
Grabstätte von Ludwig Babinski

Ludwig Babinski (* 29. Juni 1909 in Wien; † 14. Oktober 1990 dortselbst; auch Ludwig Babinsky) war ein österreichischer Orchesterleiter, Komponist, Arrangeur, Jazzpianist auf dem Gebiet der gehobenen Unterhaltungsmusik. 
Babinski trat zwischen 1943 und 1945 als Dirigent, Arrangeur und Musiker (Klavier, Saxophon) beim Tanzorchester des Deutschen Europa Senders hervor. Nach der Niederschlagung des Nationalsozialismus war er beim Radio-Tanzorchester bzw. Unterhaltungs-Orchester von Radio Wien tätig. Mit Ernst Landl startete er mit Hilfe der sowjetischen Besatzungsmacht die Konzertreihe „Hallo! Swing, Swing“. Ab 1950 leitete er das Kleine Wiener Rundfunk-Orchester. Mit seiner Salonkapelle spielte er seit 1956 am Wiener Opernball. Seit 1970 leitete er die Babinski-Schrammeln. Er komponierte Unterhaltungs-, Tanzmusik und Wienerlieder, etwa Manhattan Romance, Love Ballad, Du sagst „wonderful“ zu Wien oder die Rupf- und Zupfpolka. The Walt Disney Company holte ihn 1962 als Music-Coach für ihren Film über Johann Strauss. 1972 wurde Babinski der Professoren-Titel verliehen; später wurde er mit dem Ehrenkreuz für Wissenschaft und Kunst I. Klasse und der Ehrenmedaille in Silber der Bundeshauptstadt Wien ausgezeichnet.
Er wurde auf dem Kagraner Friedhof (Gruppe 14, Reihe 13, Nummer 1) in Wien beerdigt.